# تأطير
التأطير من كلمة إطار (بالإنجليزية: Framing)‏، هو مصطلح يشير الى حالة تأطير للمعلومات ووضعها في إطار بحيث يُؤثر الإطار على طريقة تعامل الافراد مع المعلومة رغم عدم تغير مضمونها. حيث يبحث المجال في إمكانية تأثير التأطير على كيفية تنظيم الأفراد والمجتمعات للواقع ولإدراكهم والتواصل معهم. يمكن أن يظهر التأطير في الفكر أو التواصل بين الأشخاص. تتكون الأطر في الفكر من التمثيلات الذهنية والتفسيرات والتبسيط للواقع ليكون بإتجاه الإطار المُعين. التأطير هو عنصر أساسي في علم الاجتماع، ودراسة التفاعل الاجتماعي بين البشر. وهو جزء لا يتجزأ من نقل البيانات ومعالجتها يوميًا. يمكن استخدام تقنيات التأطير الناجحة للحد من غموض الموضوعات غير الملموسة من خلال وضع المعلومات في سياقها بطريقة تمكن المستلمين من الاتصال بما يعرفونه بالفعل، ويمكن استخدامه بالعكس للتضليل أو التلاعب.
في النظرية الاجتماعية، يعتبر التأطير مخططًا للتفسير، وهو مجموعة من الحكايات والصور النمطية التي يعتمد عليها الأفراد لفهم الأحداث والاستجابة لها. بعبارة أخرى، يبني الناس سلسلة من "المرشحات" العقلية من خلال التأثيرات البيولوجية والثقافية. ثم يستخدمون هذه المرشحات لفهم العالم. تتأثر الاختيارات التي يتخذونها بعد ذلك من خلال إنشائهم للإطار.
يشمل التأطير البناء الاجتماعي لظاهرة اجتماعية - من خلال مصادر وسائل الإعلام أو الحركات السياسية أو الاجتماعية أو القادة السياسيين أو الجهات الفاعلة والمنظمات الأخرى. تؤثر المشاركة في المجتمع اللغوي بالضرورة على تصور الفرد للمعاني المنسوبة، للكلمات أو العبارات.
يمكن للمرء أن ينظر إلى التأطير في الاتصال على أنه إيجابي أو سلبي - اعتمادًا على الجمهور ونوع المعلومات التي يتم تقديمها. قد يكون التأطير في شكل أطر التكافؤ، حيث يتم تصوير بديلين أو أكثر من البدائل المتكافئة منطقيًا بطرق مختلفة (انظر تأثير التأطير) أو إطارات التركيز، والتي تبسط الواقع من خلال التركيز على مجموعة فرعية من الجوانب ذات الصلة بموقف أو قضية. في حالة "أطر التكافؤ"، تستند المعلومات المقدمة على نفس الحقائق، ولكن "الإطار" الذي يتم تقديمه فيه يتغير، وبالتالي خلق تصور يعتمد على المرجع.
يمكن رؤية تأثيرات التأطير في الصحافة بحيث يمكن للإطار المحيط بالمسألة تغيير تصور القارئ دون الحاجة إلى تغيير الحقائق الفعلية حيث يتم استخدام نفس المعلومات كأساس. يتم ذلك من خلال اختيار وسائل الإعلام لكلمات وصور معينة لتغطية قصة (مثلا استخدام كلمة "جنين" بدل كلمة "طفل"). في سياق السياسة أو الاتصال الإعلامي الجماهيري، يحدد الإطار تغليف عنصر الخطاب بطريقة تشجع تفسيرات معينة وتثبيط أخرى. وللأغراض السياسية، غالبًا ما يقدم التأطير الحقائق بطريقة توحي بمشكلة تتطلب حلاً. يحاول أعضاء الأحزاب السياسية تأطير القضايا بطريقة تجعل الحل لصالح ميولهم السياسية يبدو وكأنه مسار العمل الأنسب للوضع المطروح.

## جذور التسمية
ينسب معظم المشتغلين في المجال التسمية إلى إرفينج جوفمان لأجل كتابه في تحليل الإطار الذي كتبه عام 1974، " تحليل الإطار: مقال عن تنظيم التجربة". استخدم جوفمان فكرة الأطر لتسمية "مخططات التفسير" التي تسمح للأفراد أو المجموعات "بتحديد وإدراك وتحديد وتسمية" الأحداث والقرارات، وبالتالي تقديم المعنى وتنظيم الخبرات وتوجيه الإجراءات. تطور مفهوم تأطير جوفمان من من خلال كتابه الذي كتبه عام 1959: "عرض الذات في الحياة اليومية"، تصف مجال إدارة الانطباعات. وأيضًا يمكن القول إن هذه الأعمال تعتمد على مفهوم كينيث بولدينج للصورة.

## في الاقتصاد

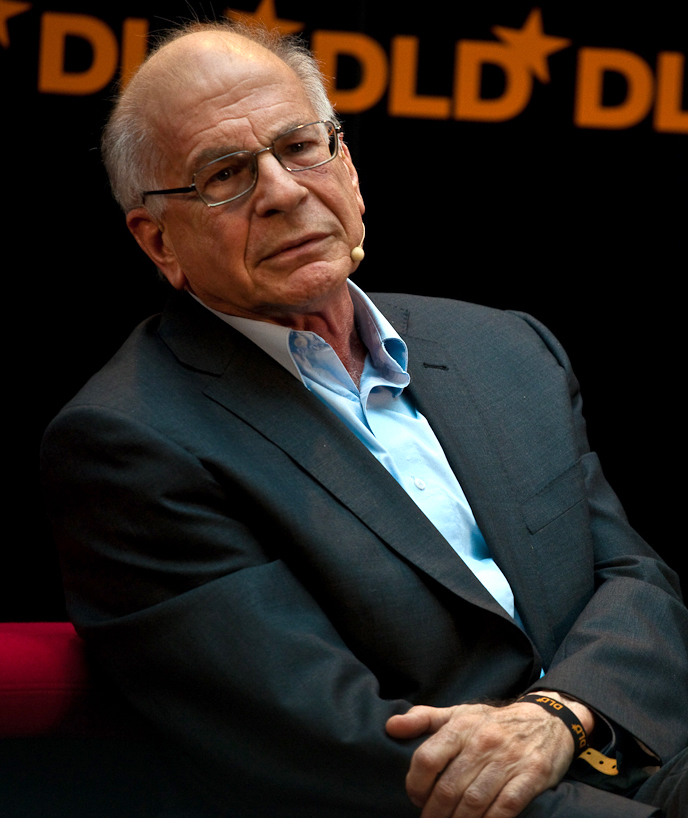
دانيال كانيمان

تعد انعكاسات التفضيل والظواهر الأخرى المرتبطة بها ذات أهمية أكبر في الاقتصاد السلوكي، لأنها تتعارض مع تنبؤات الاختيار العقلاني، وهو أساس علم الاقتصاد التقليدي. تشكل التحيزات المؤطرة التي تؤثر على قرارات الاستثمار والإقراض والاقتراض أحد موضوعات التمويل السلوكي.
أظهر عالما النفس عاموس تفيرسكي ودانيال كانيمان أن التأطير يمكن أن يؤثر على نتيجة معضلة الإختيار (أي الخيارات التي يتخذها المرء)، لدرجة أن بعض البديهيات للاختيار العقلاني لا تكون صحيحة. أدى هذا إلى إنشائهما ما سمياه بـ نظرية الاحتمالات. حيث ان سياق أو تأطير المشكلات التي يتبناها صانعو القرار ينتج جزئياً عن التلاعب الخارجي بخيارات القرار المعروضة، وكذلك من القوى المتأصلة في صانعي القرار، على سبيل المثال، معاييرهم وعاداتهم ومزاجهم الفريد.

### كتب مرجعية
- Levin، Irwin P.؛ Gaeth، Gary J. (1988). "How Consumers are Affected by the Framing of Attribute Information Before and After Consuming the Product". Journal of Consumer Research. ج. 15 ع. 3: 374–378. DOI:10.1086/209174. JSTOR:2489471. مؤرشف من الأصل في 2023-01-03.